# نعم عزيزي
نعم عزيزي (بالإنجليزية: Yes, Dear)‏ مسلسل تلفزيوني أمريكي يعتمد على كوميديا الموقف عرض على هيئة الإذاعة الكولومبية من 2 أكتوبر 2000 إلى 15 فبراير 2006 حيث تم تصوير 6 أجزاء بواقع 122 حلقة .

## القصة
تدور أحداث المسلسل حول صديقين وهما غريغ وارنر وجيمي هيوز يتزوجان من أختين كيم وكريستين ثم يقرران السكن بجانب بعضهما . وبعد إنجاب الأختين لطفلهما الأول فإنه بدأ تظهر الخلافات بين تربية الأسرتين في ظل مفارقات مضحكة .

## الشخصيات
| الممثل(ة)        | الشخصية                    | عدد الحلقات |
| أنتوني كلارك     | غريغوري توماس (غريغ) وارنر | 122         |
| جان لويزا كيلي   | كيم وارنر                  | 122         |
| ليزا سنايدر      | كريستين هيوز               | 122         |
| مايك أومالي      | جيمي هيوز                  | 122         |
| بيلي غارديل      | بيلي                       | 26          |
| بريان دويل-موراي | السيد سافيتسكي             | 18          |
| أنتوني باين      | سام (سامي) وارنر           | 14          |
| مايكل باين       | سام (سامي) وارنر           | 14          |
| جويل هومان       | دومينيك هيوز               | 13          |
| فيل لويس         | روي                        | 10          |
| ---------------- | -------------------------- | ----------- |

## جوائز المسلسل
| السنة | المهرجان                                | الجائزة                            | الحاصل عليها |
| 2003  | مهرجان أسكاب لموسيقى السينما والتلفزيون | أفضل مقدمة موسيقية لمسلسل تلفزيوني | ريك ماروتا   |
| 2004  | مهرجان أسكاب لموسيقى السينما والتلفزيون | أفضل مقدمة موسيقية لمسلسل تلفزيوني | ريك ماروتا   |
| ----- | --------------------------------------- | ---------------------------------- | ------------ |

## روابط خارجية
- نعم عزيزي على موقع IMDb (الإنجليزية)
- نعم عزيزي على موقع ميتاكريتيك (الإنجليزية)
- نعم عزيزي على موقع روتن توميتوز (الإنجليزية)
- نعم عزيزي على موقع كينوبويسك (الروسية)
- نعم عزيزي على موقع ألو سيني (الفرنسية)
- نعم عزيزي على موقع قاعدة بيانات الفيلم (الإنجليزية)